# Christos Wheeler
Christos Wheeler (en griego: Χρήστος Γουίλερ; Limasol, 29 de junio de 1997) es un futbolista chipriota que juega en la demarcación de defensa para el AEL Limassol FC de la Primera División de Chipre.

## Selección nacional
Tras jugar con la selección de fútbol sub-17 de Chipre, la sub-19 y la sub-21 hizo su debut con la selección absoluta el 19 de noviembre de 2019 en un partido de la clasificación para la Eurocopa 2020 contra Bélgica que finalizó con un resultado de 6-1 a favor del combinado belga tras el gol de Nicholas Ioannou para Chipre, y los goles de Yannick Carrasco, un autogol de Kypros Christoforou, un doblete de Christian Benteke y otro doblete de Kevin De Bruyne.

## Clubes
| Club                    | País   | Año       | Partidos | Goles |
| ----------------------- | ------ | --------- | -------- | ----- |
| Apollon Limassol FC     | Chipre | 2013-2016 | 21       | 1     |
| Karmiotissa FC (cedido) | Chipre | 2016-2017 | 30       | 1     |
| AEL Limassol FC         | Chipre | 2017-2020 | 70       | 2     |
| APOEL de Nicosia        | Chipre | 2020-2024 | 65       | 0     |
| PAC Omonia 29M          | Chipre | 2024-2025 | 28       | 0     |
| AEL Limassol FC         | Chipre | 2025-     |          |       |

## Palmarés

### Campeonatos nacionales
| Título         | Club                | País   | Año  |
| -------------- | ------------------- | ------ | ---- |
| Copa de Chipre | Apollon Limassol FC | Chipre | 2016 |
| Copa de Chipre | AEL Limassol FC     | Chipre | 2019 |